# Lei-ponte
Na filosofia contemporânea, principalmente no fisicalismo, uma lei-ponte é uma lei que liga os predicados da teoria reduzida (a teoria a ser reduzida) com os predicados da teoria reduzindo (a teoria que alguém está reduzindo). Basicamente, lei-ponte é uma lei que permite uma redução da explicação fenomenológica de qualquer disciplina científica humana ou natural para uma lei da física.

## Exemplos
Há muitos exemplos de leis-ponte e, provavelmente, a mais famosa é a lei de Boyle-Mariotte que explica o comportamento de um gás  baseado na pressão, volume e temperatura que é reduzida para uma teoria cinética fornecida por Maxwell e Boltzmann.
Fodor oferece um exemplo na ciência econômica, a lei de Gresham, que afirma que "um bom dinheiro (valorizado) é expulso pelo dinheiro ruim (desvalorização)". O correlato físico da lei de Gresham seria que moedas que têm o seu valor em termos de qual tipo de metal ela foi feita. Quanto mais raro ou precioso for a constituição física das moedas, mais rapido elas tendem a desaparecer de circulação.

## Modelo de redução nageliano
O princípio da lei-ponte foi descrito nos debates (1949, 1961 e 1970) de redução na filosofia da ciência iniciada pelo modelo da teoria de redução de Ernest Nagel, que também recebeu considerável atenção na filosofia da mente. Nagel descreve seu modelo como:

"A redução é efetuada quando as leis experimentais da ciência secundária (e se ela tem uma teoria adequada) são mostradas (através de leis-ponte) serem as consequências lógicas dos pressupostos teóricos (inclusive das definições de coordenação) da ciência primária". Ernest Nagel (1961: pg. 352)

## Modelo de redução fodoriano
Jerry Fodor analisa primeiramente o que, exatamente, uma redução das leis das ciências (química, biologia, fisiologia, etc.) para a física deve significar. Ele considera uma suposta lei numa tal ciência:
S1x → S2y
S1 e S2 são entendidos como predicados na ciência que desejamos reduzir a física, e assim o que essa fórmula diz é que x tendo propriedade S1 faz que y tenha a propriedade S2. Agora, se o reducionismo é correto, então o que é uma lei em uma ciência especial, é que deve ser um caso especial de uma lei da física, por isso, se a expressão acima é uma lei em alguma ciência especial, S, deve, então, ser redutível a alguma lei na física , tal como:
P1x → P2y
onde P1 e P2 são predicados da física.
No entanto, Fodor afirma que P1 e P2 não pode ser apenas qualquer predicados em física: eles devem si próprios, no mínimo, serem extensionalmente equivalentes aos predicados S1 e S2 na ciência especial. E assim, não só a fórmula acima deve ser uma lei da física, ela também deve ser uma lei que:
S1x ↔ P1x
e
S2y ↔ S2y
Ou seja, para Fodor, ela deve ser uma lei que uma coisa tenha a propriedade S1 (ou seja, que ele "satisfaz" S1) se e somente se ele também tem ("satisfaz")P1, e que uma coisa satisfaz propriedade S2 se, e somente se, ela também satisfaz propriedade P2. Estas duas últimas fórmulas é o que Fodor chama de "leis-ponte", uma vez que elas fazem a ponte para ligar as duas ciências. Elas dizem que é uma lei que algo tem uma propriedade das ciências especiais, quando, e somente quando, ela também tem uma determinada propriedade física. Consequentemente, declara Fodor, que se as leis-ponte são leis que nos permitem reduzir uma ciência especial para a física, então eles devem ser entendidas como declarações de identidade. É preciso que os predicados de ciências especiais e os predicados físicos ser idênticos e não meramente, extensionalmente equivalente.